# Zéphire
''Zéphire'' o ''Zéphyre'' (título original en francés; en español, Céfiro) es una ópera en un acto con música de Jean-Philippe Rameau en la forma de acte de ballet. Nada se sabe sobre la fecha de su composición y lo más probable es que no se interpretara en vida de Rameau. El nombre de su libretista es también desconocido, pero pudo posiblemente haber sido Louis de Cahusac.
La partitura autógrafa de Rameau para Zéphire, como la de Nélée et Myrthis, fue titulada Les Beaux Jours de l'Amour (Los bellos días del amor). (Nélée et Myrthis es de manera similar una ópera-ballet en un acto.)  Zéphire y Nélée et Myrthis pueden así haber sido dos partes de la misma obra.
La primera representación conocida de Zéphire no tuvo lugar hasta los tiempos modernos, cuando se representó el 15 de junio de 1967 en el Jubilee Hall de Aldeburgh, Suffolk, Inglaterra.
Esta ópera se representa muy poco. En las estadísticas de Operabase aparece con sólo una representación en el período 2005-2010.